# Four: A Divergent Collection
Four: A Divergent Collection é uma coleção de cinco contos que se passam durante as histórias dos demais livros da série Divergente, contados da perspectiva de Tobias Eaton's, conhecido como Four escritos por Veronica Roth. O primeiro conto da coleção, Free Four: Tobias Tells the Divergent Knife-Throwing Scene, foi lançado como um livro digital em 23 de abril de 2012. O segundo conto, The Transfer, foi lançado em 3 de setembro de 2013. O terceiro conto, The Initiate,  o quarto conto The Son e o quinto e último conto The Traitor foram lançados em 8 de julho de 2014. Ao mesmo tempo em que foram publicados os três últimos contos, também foi publicada a coleção com todos os cinco chamada Four: A Divergent Collection que foi lançada em 8 de julho de 2014, que contém três cenas exclusivas.